# St. Peter und Paul (Ilmried)

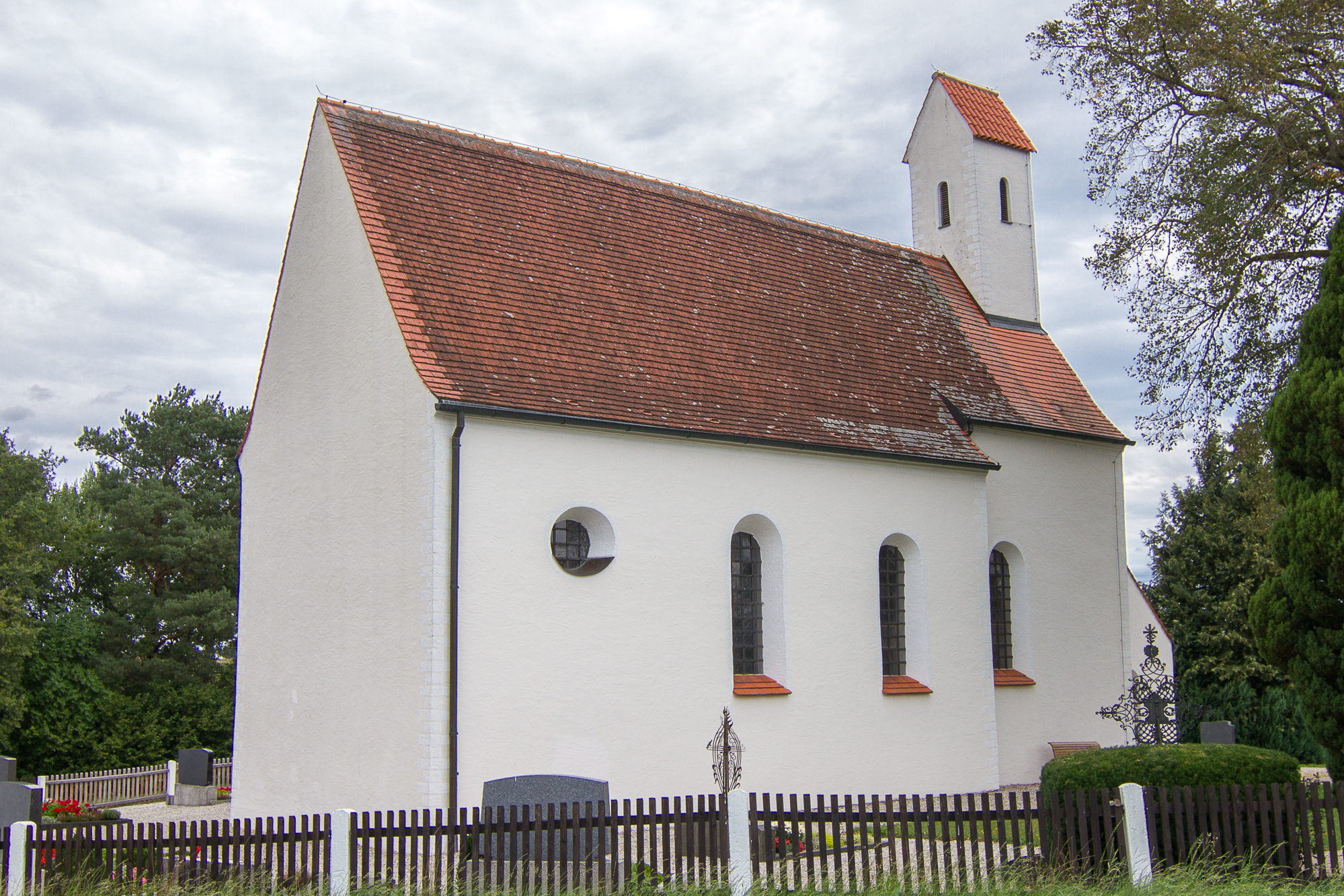
St. Peter und Paul in Ilmried

Die römisch-katholische Filialkirche St. Peter und Paul steht in Ilmried, einem Gemeindeteil von Ilmmünster im oberbayerischen Landkreis Pfaffenhofen an der Ilm. Das Bauwerk ist in der Liste der Baudenkmäler in Ilmmünster als Baudenkmal unter der Nr. D-1-86-130-9 eingetragen. Die Kirche gehört zum Dekanat Freising im Erzbistum München und Freising.

## Beschreibung
Die im 17. Jahrhundert anstelle eines Vorgängerbaus errichtete, im Kern spätmittelalterliche Saalkirche wurde nach 1735 barock erneuert. Sie besteht aus dem Langhaus, dem eingezogenen Chor im Osten, der Sakristei an der Ostwand des Chors und einem Giebelreiter für den Glockenstuhl mit drei Kirchenglocken auf dem Satteldach des Chors.
Der Innenraum des Langhauses ist mit einem auf Pilastern ruhenden Tonnengewölbe überspannt. Der Innenraum des Chors ist dreiseitig geschlossen. Die Orgel stammt aus einer abgebrochenen Kirche in Scheyern.